# Subluxation de la hanche
La subluxation de la hanche est la perte de contact, partielle et permanente, entre les deux surfaces articulaires que sont la tête fémorale et le cotyle.

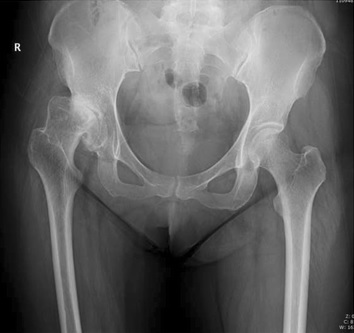
Dysplasie de hanche droite très évoluée chez un homme de 40 ans, on remarque la subluxation de la tête fémorale déformée et déplacée vers le haut mais toujours en partie en contact avec le cotyle.

## Description
Dans le langage médical, une luxation désigne un déplacement d'une surface articulaire par rapport à une autre. Il y a alors une rupture de continuité articulaire, comme si l'articulation se déboitait. Dans le cas d'une subluxation, la perte de contact n'est pas totale. Très douloureuse, la subluxation acquise de la hanche occasionne une impotence partielle voir complète du membre touché soit des difficultés voire une impossibilité à se servir de l'articulation de la hanche. 

## Origine, étiologie
La subluxation est principalement la conséquence d'une malformation de la hanche congénitale dite dysplasie de la hanche ou de façon plus moderne dysplasie développementale de la hanche. Elle est plus rarement la séquelle d'une luxation mal traitée. Elle peut aussi être la conséquence évolutive d'une infirmité motrice cérébrale avec tétraplégie. 

## Diagnostic
En France, la subluxation congénitale de la hanche fait l’objet d’un dépistage systématique chez tous les nouveau-nés, effectué d'abord à la maternité puis lors des visites obligatoires chez le médecin au cours de la première année. 

## Traitement
Elle peut être opérée si elle est détectée précocement, sinon elle peut être soignée par le port d'un harnais de Pavlik pendant plusieurs mois.